# La Meyze
La Meyze is een gemeente in het Franse departement Haute-Vienne (regio Nouvelle-Aquitaine) en telt 843 inwoners (2004). De plaats maakt deel uit van het arrondissement Limoges.

## Geografie
De oppervlakte van La Meyze bedraagt 27,7 km², de bevolkingsdichtheid is 30,4 inwoners per km².

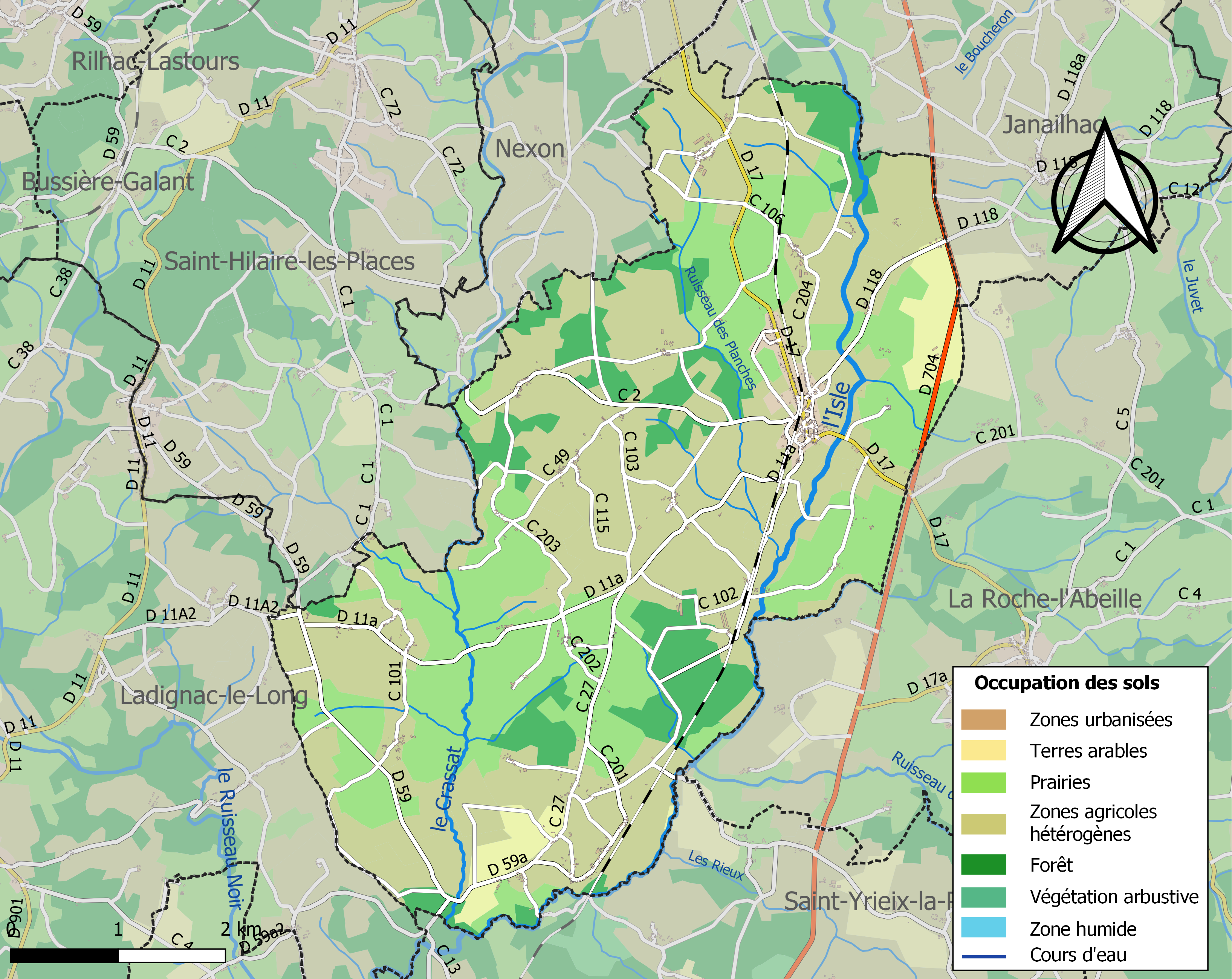
Kaart van de gemeente met de belangrijkste infrastructuur, bodemgebruik en omliggende gemeenten

## Verkeer en vervoer
In de gemeente ligt de spoorweghalte La Meyze.

## Demografie
Onderstaande figuur toont het verloop van het inwonertal (bron: INSEE-tellingen).